# Hougaerdse Das
De Hougaerdse Das was een donkerkleurig Belgisch bier, gebrouwen door De Kluis te Hoegaarden. Het alcoholpercentage van dit bier is 5,1%. De ingrediënten zijn gebrande gerstemouten, hop, water, koriander, sinaasappelschillen en gist.
Het is een beetje zoet en bitter. Het bier is ongefilterd en hergist op fles. De uitschenktechnieken zijn dezelfde als bij het Hoegaarden witbier maar hier moet men het schuim wel verwijderen. Hougaerdse Das moet uitgeschonken worden in een glas dat op het glas lijkt van het normale witbier, maar slanker is. Men kon het verkrijgen in pakken van fles/glas. 
Das werd genoemd naar een bier van de vroegere Hoegaardse brouwerij Loriers, die in 1959 werd overgenomen door Interbrew-voorganger Artois, dat het bedrijf in 1972 sloot.
Volgens bierkenners had de in 1996 gelanceerde Hougaerdse Das niets gemeen met het vroegere DAS-bier, maar ging het in werkelijkheid om een ongefilterde versie van de in Leuven gebrouwen Ginder Ale, die in Hoegaarden een nagisting op fles kreeg.
In 2009 stopte Anheuser-Busch InBev met de productie van Hougaerdse Das.
0,0 ·
Witbier ·
Spéciale ·
Das ·
Grand Cru ·
Rosée ·
Citron ·
Julius ·
De Verboden Vrucht